# Подводные лодки типа «Бибер»
Подводные лодки типа «Бибер» — тип сверхмалых подводных лодок Германии времен Второй Мировой войны. Вооружение состояло из двух 533-мм торпед или мин. Лодки были предназначены для атаки в прибрежных водах. Это были самые маленькие подлодки Кригсмарине. Лодка была создана для уменьшения риска атаки союзниками со стороны французского побережья. 
Успеха добилась только одна лодка, потопившая транспорт Alan A. Dale. 
Большое количество лодок сохранилось в музеях.

## История создания
Эта сверхмалая подводная лодка официально именовалась «погружающимся одноместным штурмовым средством». Лодки типа «Biber» предназначались для действий в проливе Ла-Манш возле французского и голландского побережья.
Конструктор, обер-лейтенант Генрих Бартельс (Heinrich Bartels) начал работу над проектом в первых числах февраля 1944 года по заказу верфи «Entwurf Flenderwerke» в Любеке. Приступая к проектированию, он использовал в качестве примера британскую сверхмалую лодку типа «Welman»; две такие лодки попали в руки немцев в сентябре 1943 года, после неудачной атаки порта Берген, в январе 1944 года их доставили в Германию.
Уже к 23 февраля Бартельс подготовил всю рабочую документацию, а к 15 марта был построен первый опытный образец «Бобра», получивший обозначение «Adam». 29 марта его продемонстрировали гросс-адмиралу Карлу Дёницу.
Стремление обеспечить возможность транспортировки лодок на грузовых автомобилях и спуска их на воду с необорудованного берега привело к тому, что водоизмещение «Бобра» ограничили 7 тоннами, а экипаж — одним человеком.

## Конструкция
Корпус, изготовленный из корабельной стали, имел обтекаемую форму. Примерно в середине его находилась миниатюрная рубка высотой 52 см с четырьмя иллюминаторами и входным люком. Из рубки выдвигались перископ длиной 150 см и «шноркель» (РДП) такой же длины. За рубкой располагалась выхлопная труба двигателя.
Водонепроницаемые переборки делили корпус на пять отсеков. В первом размещалась балластная цистерна. Во втором отсеке сидел водитель. Его голова почти упиралась во входной люк. Перед ним находились навигационные приборы, штурвал, рычаги управления, перископ и устройство для его подъема; по бокам и сзади — баллоны со сжатым воздухом для продувания цистерн, кислородный баллон с дыхательным аппаратом, аккумуляторная батарея, бензобаки, бензопроводы к двигателю.
Ввиду отсутствия дизеля столь малых размеров, в третьем отсеке установили 6-цилиндровый бензиновый мотор фирмы «Опель» мощностью 32 л.с., с рабочим объемом цилиндров 2,5 литра. Бензиновые испарения, несмотря на изоляцию, проникали в отсек управления, что зачастую приводило к пожарам, взрывам или к отравлению водителей.
В четвертом отсеке находился электромотор, в пятом — кормовая балластная цистерна.
При плавании под водой водитель мог свободно дышать в течение 45 минут. После этого воздух в отсеке перенасыщался углекислотой и следовало использовать дыхательный аппарат. Трёх патронов с оксилитом (поглотителем углекислоты) хватало на 20 часов пребывания под водой.

## Управление
Управлять «Бобром» было довольно сложно. Подводнику приходилось почти одновременно выполнять много разнообразных действий. Например, при погружении ему требовалось выполнить следующие манипуляции: 
1. выключить бензиновый мотор;
2. загерметизировать выхлопной патрубок;
3. включить электромотор;
4. заполнить водой балластные цистерны;
5. установить в нужное положение руль для погружения на требуемую глубину;
6. перекрыть воздухозаборник двигателя.

Понятно, что при этом водители быстро уставали, что отрицательно сказывалось на их готовности к боевым действиям.

## Производство
С мая по ноябрь 1944 года на верфи «Deschimag A.G. Weser» в Бремене были построены 324 «бобра» (не считая «Адама», построенного в марте), из которых сформировали три флотилии.

## Боевое применение
Боевое применение «бобров» оказалось крайне неудачным. Помимо плохих боевых качеств, субмарины страдали от проблем с вентиляцией. Работающий бензиновый двигатель (изолировать который от кабины пилота полностью не удалось по техническим причинам) отравлял воздух внутри субмарины, и экипаж рисковал просто задохнуться на посту. Хотя пилоты субмарин оснащались кислородными приборами, решить проблему так и не удалось, и после ряда инцидентов, командование Кригсмарине ограничило максимальное время пребывания лодки под водой 45 минутами.
Первая попытка применить лодки 30 августа 1944 года завершилась впечатляющим фиаско. Лишь 14 из 22 назначенных на это задание субмарин вообще сумели выйти в море, и из этих 14 только две сумели вообще добраться до расчетной позиции — и без какого-либо эффекта.
Последующие операции были еще более удручающими. 22-23 декабря 18 субмарин вышли из Роттердама — лишь одна вернулась на базу. 24-25 декабря 14 субмарин вышли в море, и ни одна не вернулась. 27 декабря, когда еще 14 лодок готовились к походу, сдетонировавшая на одной из них торпеда уничтожила 11 субмарин (три уцелевших были отправлены на задание и не вернулись).
Операции с применением «Биберов» продолжались до апреля 1945 года. Единственным успехом за все время эксплуатации было потопление транспортного корабля Alan A. Dale 23 декабря 1944 года. Потери же СМПЛ за период с августа 1944 по апрель 1945 гг. составили в общей сложности 113 субмарин, подавляющее большинство которых погибло из-за аварий или отравления экипажей угарным газом. Удручающая статистика применения ясно демонстрировала несовершенство конструкции подлодки.

## Специальные операции
С момента появления «Биберов», командование Кригсмарине, имевшее сильно преувеличенные представления о возможностях СМПЛ, разработало ряд особых операций с их использованием. Ни одна из них так и не была в итоге реализована.
Так, еще в 1944 году, предполагалось развернуть СМПЛ в Ла-Манше, используя как базу Норманские острова. Для доставки СМПЛ предполагалось задействовать транспортную авиацию. План не был реализован, так как Люфтваффе отказалось содействовать в его осуществлении, справедливо указав на полное господство союзной авиации в регионе.
1 января 1945 года, адмирал Дениц предложил к рассмотрению план под названием Операция «Цезарь» — использовать СМПЛ «Бибер» для нападения на советские корабли в Северном Ледовитом океане. СМПЛ должны были быть доставлены более крупными субмаринами к военно-морской базе Ваенга и далее атаковать стоящие в гавани советские и союзные корабли, главной целью при этом был советский линкор «Архангельск». 5 января, три субмарины Тип VII, каждая с двумя «Биберами» на борту, вышли в море из Тормсё, но операция завершилась очередным фиаско: не имевшие особого опыта в транспортировке меньших субмарин более крупными, немцы неудачно закрепили «Биберы», и вибрации дизелей лодок-носителей попросту вывели 4 из 6 «Биберов» из строя. Операция была отменена и отряд вернулся на базу.
12 января немцы попытались применить 20 «Биберов» для атаки моста на реке Вал, захваченного союзными войсками. Предполагалось, что базировавшиеся выше по реке «Биберы» должны будут атаковать мост сверху по течению, следуя за волной из 240 плавучих мин, которые должны были расчистить плавучие заграждения. Охрана моста оказалась начеку, и единственная операция речных «Биберов» завершилась неудачей.
Планировалась также воздушная операция по доставке «Бибера» в район Суэцкого канала — СМПЛ должна была быть доставлена на позицию летающей лодкой Bv 222 «Викинг» и потопить первый встретившийся корабль на фарватере, тем самым блокировав канал. Операция не была реализована.

## Дальнейшее развитие
К началу 1945 года на верфи «Entwurf Flenderwerke» был создан проект усовершенствованной подводной лодки «Biber II» с экипажем из двух человек.
Одновременно с этим профессор Камм (Kamm) из Политехнического института Штутгарта спроектировал субмарину «Biber III» с 4-цилиндровым дизелем фирмы «Даймлер-Бенц» мощностью 65 л.с., способным работать по замкнутому циклу.
По проекту, габариты лодки «Biber III» были 11,82 х 2,5 м, водоизмещение 12 т, дальность плавания в надводном положении 1100 миль на 8 узлах, с подвесными топливными баками даже 1500 миль на 6 узлах (это означало 250 часов хода и автономность 11 суток!). Под водой она должна была проходить на электромоторе 100 миль 5-узловым ходом.
Однако до конца войны серийное строительство ни той, ни другой субмарины не начиналось.